# Psi Ophiuchi
Désignations
Psi Ophiuchi (en abrégé ψ Oph) est une étoile géante de la constellation zodiacale d'Ophiuchus, située près de la limite avec celle du Scorpion. Elle est visible à l'œil nu avec une magnitude apparente de 4,50. D'après la mesure de sa parallaxe annuelle par le satellite Hipparcos, l'étoile est distante d'environ ∼ 199 a.l. (∼ 61 pc) de la Terre.
Psi Ophiuchi est une étoile géante ou géante lumineuse rouge de type spectral K0- II-III, ce qui indique qu'elle a épuisé les réserves en hydrogène de son noyau puis qu'elle s'est étendue et refroidie. C'est une géante du red clump, ce qui signifie qu'elle est située à l'extrémité rouge de la branche horizontale du diagramme H-R et qu'elle génère son énergie par la fusion de l'hélium dans son noyau. L'étoile est estimée être 1,6 fois plus massive que le Soleil et son rayon est environ 11,5 fois plus grand que le rayon solaire. Elle est 66 fois plus lumineuse que le Soleil et sa température de surface est de 4 864 K.